# Daniel Fignolé
Pour les articles homonymes, voir Fignolé.
Daniel Fignolé, né à Pestel dans le département de Grand'Anse le 11 novembre 1913 et mort à Port-au-Prince le 27 août 1986, est un homme politique haïtien qui fut président de la République en 1957.
Fignolé a été l'un des leaders les plus influents dans la période pré-duvalier, ainsi qu'un organisateur du travail libéral à Port-au-Prince, si populaire parmi les travailleurs urbains qu'il fit appel à eux pour mettre en place des manifestations de masse, connue sous le nom de « rouleau compresseur ». 
Le 25 mai 1957, au milieu d'un processus électoral chaotique et spirale de troubles civils, Fignolé est désigné comme président intérimaire, en raison de sa popularité et de sa mainmise sur le principal parti politique du pays : le Mouvement des ouvriers paysans (MOP). Au pouvoir, il a promis d'augmenter le salaire quotidien et d'exprimé sa détermination de rester au pouvoir, suscitant la colère de ses adversaires. Sa politique fut marquée par un contraste avec celle de ses prédécesseurs, puisqu'il mis en place une politique clairement hostile aux États-Unis, tout en nommant des nationalistes et des communistes au sein de son gouvernement, ce qui préoccupa l'administration américaine, dans le contexte de la guerre froide. Après 20 jours à la tête de l'État, il est renversé par un coup d'État militaire dirigé par le général Antonio Kébreau, qui assume l'intérim et décrète l'organisation de nouvelles élections.
Exilé à Miami sous le régime des Duvalier, Fignolé retourne à Haïti en février 1986 après la chute de Jean-Claude Duvalier, et meurt six mois plus tard.

## Carrière politique

### Création du MOP
Professeur de mathématiques au lycée Alexandre-Pétion de Port-au-Prince, il s'engage dans le mouvement syndical et fonde en 1946, avec Dumarsais Estimé et François Duvalier, le Mouvement des ouvriers paysans, qui devient le principal parti politique du pays après l'arrivée d'Estimé au pouvoir. 

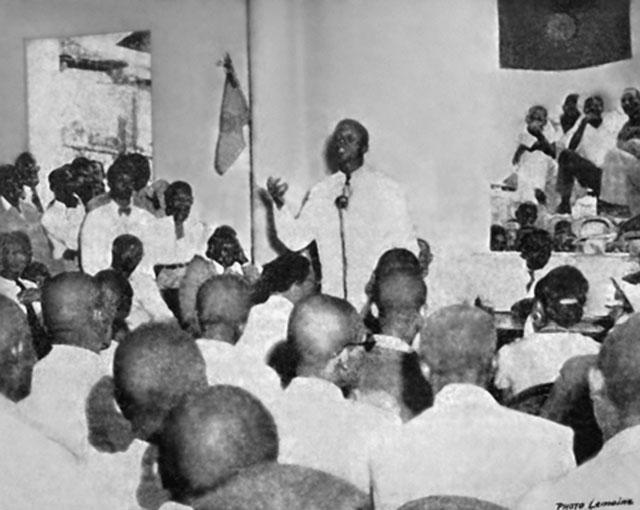
Discours de Fignolé face à ses militants.

Les discours virulents de Fignolé lui valent une réputation de défenseur du peuple dans les quartiers populaires. Nommé ministre dans le gouvernement de Dumarsais Estimé, il se heurte à l'hostilité du colonel Paul Magloire qui, devenu président en 1950, le fait emprisonner. Favorable à l'action politique sur le terrain, Fignolé se vante de pouvoir lancer ses partisans noirs dans les rues comme un « rouleau-compresseur ».

### Ascension politique
En mai 1957, quelques semaines après la démission du président Franck Sylvain par une coalition militaire, une guerre civile déchire le pays. Une partie de l'armée attaque les casernes Dessalines de Port-au-Prince, et des militaires et de nombreux civils trouvent la mort dans les affrontements. Des manifestants se réclamant de Fignolé s'en prennent alors aux stations de radio, aux sièges des journaux et aux habitations. Le « Conseil exécutif de gouvernement », dirigé par le général Léon Cantave, décide alors de confier la présidence provisoire à Daniel Fignolé, qui prend ses fonctions le 26 mai 1957.

## Président de la République

### Nomination

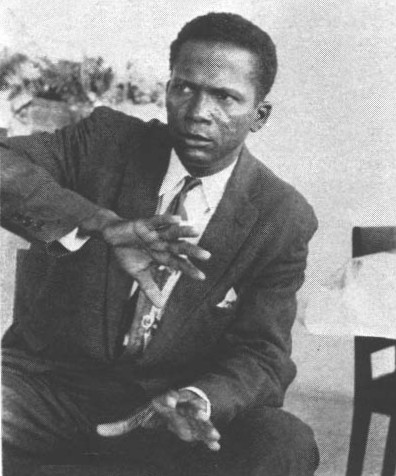
Daniel Fignolé en 1957.

À peine nommé, Fignolé reporte la date de l'élection présidentielle prévue le mois suivant et obtient, par un vote à la Chambre des députés, un mandat présidentiel lui permettant d'exercer le pouvoir pendant six ans. 
Craignant un coup de force de l'armée, comme celui du général Cantave contre Franck Sylvain, Fignolé impose une purge dans l'armée pour éliminer les officiers qui lui sont opposés et exige des postes pour ses militants. Ces dispositions déplaisent au chef d'état-major que Fignolé a lui-même choisi, le général Antonio Thrasybule Kébreau. 

### Démission
Le 14 juin 1957, celui-ci s'empare du palais présidentiel avec ses soldats et contraint Fignolé à signer une lettre de démission, puis l'expulse à Miami à bord d'un avion militaire. Le lendemain, Kébreau annonce à la radio qu'un « Conseil Militaire du Gouvernement », formé par lui-même et deux acolytes, assurera la transition jusqu'à la tenue d'élections libres.
Deux jours après sa démission, la rumeur de l'assassinat de Fignolé provoque une violente réaction de la part de ses partisans qui incendient des immeubles et saccagent un bâtiment administratif. Kébreau réprime sévèrement l'émeute, de nombreux manifestants étant abattus ou jetés en prison.

### Exil et décès
Toujours considéré comme le chef du MOP, il se déclare candidat à l'élection présidentielle du 22 octobre 1957, mais voit sa candidature refusée par les autorités. 
Il demeure en exil de 1957 jusqu'à la chute de Jean-Claude Duvalier en 1986. Il revient alors en Haïti, après 29 ans d'exil. Six mois plus tard, il meurt d'un cancer de la prostate à l'hôpital Canapé-Vert de Port-au-Prince.